# San Pedro de Atacama (kommun)
San Pedro de Atacama är en kommun i Chile.   Den ligger i provinsen Provincia de El Loa och regionen Región de Antofagasta, i den norra delen av landet, 1 100 km norr om huvudstaden Santiago de Chile.
Trakten runt San Pedro de Atacama är ofruktbar med lite eller ingen växtlighet. Trakten runt San Pedro de Atacama är nära nog obefolkad, med mindre än två invånare per kvadratkilometer.